# Carica (guerra)

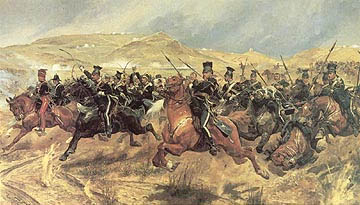
Carica della Brigata Leggera, dipinto di Richard Caton Woodville

La carica è una manovra militare tattica con la quale dei soldati avanzano verso il loro nemico alla massima velocità di cui sono capaci per impegnarli in un combattimento ravvicinato. La carica è stata la manovra dominante e il momento chiave tattico decisivo di più battaglie nella storia. Le cariche moderne hanno carattere molto più ridotto e comportano l'impiego di piccoli gruppi contro posizioni individuali, invece dei grandi gruppi di combattenti che assalivano grandi formazioni o linee fortificate nel passato.

## Tattiche di cavalleria
Il valore dirompente di un attacco alla carica è stato sfruttato sin dagli albori dell'arte militare, specialmente nelle tattiche di cavalleria, sia con formazioni composte da cavalieri in armatura sia con truppe a cavallo più leggere. Tuttavia, storici come John Keegan hanno dimostrato (in particolare, ne Il volto della battaglia) che quando una carica di cavalleria fronteggiava truppe appiedate ben organizzate a difesa, generalmente prevalevano i fanti. In questi casi, i cavalli evitavano la massa densa di nemici o l'unità di cavalleria stessa si infrangeva contro gli avversari e si divideva perdendo di efficacia. Questo esito è riportato, per esempio, nella scena della battaglia nel film Waterloo o Braveheart. Al contrario, quando e se le cariche di cavalleria avevano successo, ciò era dovuto principalmente alla formazione difensiva che spesso, presa dal panico, si separava e fuggiva, esponendosi ad un micidiale inseguimento successivo delle truppe a cavallo (che avevano gioco facile su bersagli isolati, relativamente lenti e raggiunti di spalle o lateralmente).

## L'era delle armi da fuoco
Con l'avvento delle armi da fuoco, i parametri di valutazione diventarono velocità dell'avanzata contro percentuale (o efficacia) del volume di fuoco della formazione in difesa. Se gli assalitori riuscivano ad avanzare ad una velocità maggiore di quella con la quale i difensori riuscivano a ucciderli o ferirli, gli assalitori terminavano l'avanzata a contatto dei difensori, sebbene non necessariamente in numero sufficiente per prevalere. Naturalmente ci sono più fattori di cui tenere conto in questo confronto quali copertura del fuoco delle armi, organizzazione, formazione del terreno e altri. Una tattica di carica frontale fallita in questi contesti, lascerà spesso gli assalitori estremamente vulnerabili ad una contro-carica.
C'è stato un aumento continuo nella potenza di fuoco negli ultimi 700 anni, e se molte cariche sono state rotte con successo, molte sono anche riuscite vittoriose ugualmente. È solamente alla fine del XIX secolo che le cariche frontali sono diventate meno efficaci, specialmente dall'introduzione della mitragliatrice e dell'artiglieria a retro carica. Modernamente sono ancora utili su piccola scala in aree confinate dove la potenza di fuoco del nemico non può essere sviluppata pienamente.

## Cariche celebri

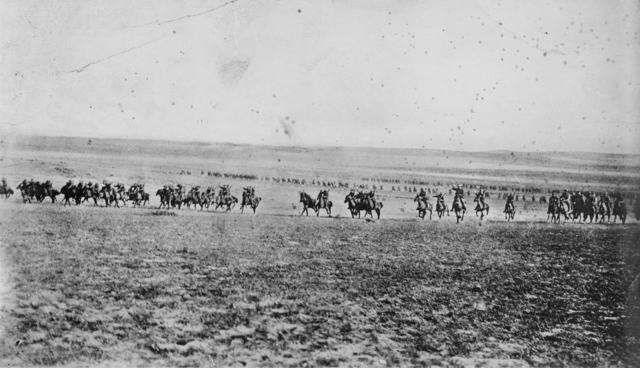
Carica della 4ª brigata leggera australiana a cavallo alla Battaglia di Beersheba.

- Battaglia di Patay (18 giugno 1429): carica della cavalleria pesante francese contro l'esercito inglese. Per la prima volta vengono sconfitti arcieri armati di arco lungo in uno scontro diretto, segnando una punto di svolta nella guerra dei cent'anni.
- Battaglia di Vienna (11–12 settembre 1683): 20 000 cavalieri dell'esercito polacco-austro-tedesco comandato dal re polacco Jan III Sobieski con un'avanguardia di 3000 ussari pesantemente armati, caricano le linee ottomane. La più grande carica di cavalleria della storia.
- Battaglia di Salamanca (22 luglio 1812) descritta come probabilmente la carica più devastante compiuta da una singola brigata di cavalleria in tutto il periodo napoleonico: la brigata di cavalleria pesante del maggior generale britannico John Gaspard Le Marchant (5º reggimento di dragoni della Guardia, 3º e 4º dragoni) distrusse battaglione dopo battaglione la fanteria francese.
- Battaglia di Waterloo (18 giugno 1815): 2 000 cavalieri inglesi caricano la fanteria francese e 9 000 cavalieri francesi caricano la fanteria inglese.
- Carica di Pastrengo (30 aprile 1848): compiuta dagli "Squadroni da Guerra" dei Carabinieri Reali assegnati alla protezione del Re Carlo Alberto di Savoia. Il re Carlo Alberto, portatosi tra la brigata Cuneo e la brigata Piemonte, partecipò all'azione condotta dal maggiore Alessandro Negri di Sanfront con i tre squadroni di Carabinieri Reali, precedentemente fatti segno di una nutrita scarica di fucileria. La carica valse a rompere la linea nemica, composta da due battaglioni austriaci.
- Battaglia di Cornuda (8/9 maggio 1848): carica compiuta dai Dragoni pontifici.
- La carica della brigata leggera (25 ottobre 1854) nella battaglia di Balaklava della Guerra di Crimea.
- Carica di Pickett (Pickett's Charge) (3 luglio 1863) nella battaglia di Gettysburg; guerra di secessione americana, carica di fanteria.
- Battaglia di Opequon (19 settembre 1864): la più grande carica di cavalleria della guerra di secessione americana.
- Seconda battaglia di Franklin (3 novembre 1864): la più grande carica di fanteria[2] durante la guerra di secessione americana.
- Carica del 21º Lancieri nella Battaglia di Omdurman, (2 settembre 1898): 400 cavalieri inglesi caricano 2 500 dervisci del Mahdi.
- Carica del 4º Cavalleria leggera nella Battaglia di Beersheba (31 ottobre 1917): due reggimenti australiani di cavalleria leggera caricano un numero imprecisato di fanti turchi trincerati e sostenuti dalla artiglieria austriaca. Questo episodio è spesso considerato "l'ultima carica di cavalleria riuscita della storia".
- Carica del 7° Lancieri di Milano (19 giugno 1918) nella battaglia del Solstizio, nota come la carica di S. Pietro Novello, presso Monastier di Treviso, tre squadroni con circa 300 lancieri caricarono all'aurora, comandati e condotti dal Conte di Senigallia Capitano Gino Augusti, annientarono un intero battaglione di austro-ungarici di 2.000 uomini, evitando così per sempre lo sfondamento della linea Piave. Eroica azione dove, tra l'altro, Ernest Hemingway, che prestava servizio sul fronte di guerra con la Red Cross americana rimase gravemente ferito e servì come ispirazione per il capolavoro di "Addio alle armi". Fu l'ultima e decisiva carica italiana della prima Guerra mondiale.
- Carica del 7º Dragoni, (11 novembre 1918): cavalleria britannica effettua una carica opportunistica sulla fanteria tedesca per catturare Lessines e gli incroci di Dendre in Belgio. Fu l'ultima carica di cavalleria della prima guerra mondiale e l'azione terminò nel momento in cui scoccavano le ore 11 che segnavano la fine delle ostilità.[3][4]
- Carica di Krojanty (1º settembre 1939): una carica di cavalleria che diede origine al mito della cavalleria polacca che caricava i carri armati tedeschi.
- Battaglia di Agordat: il Gruppo Bande Amhara comandato dal tenente Amedeo Guillet carica ripetutamente una colonna di autoblindo inglesi; eroico il gesto del tenente Roberto Togni, che con una trentina di cavalieri caricò alcuni carri armati Mk II Matilda per permettere la ritirata del resto del gruppo (di quel drappello non sopravvisse nessuno); fu l'ultima carica di cavalleria in Africa.
- Assedio di Bataan (16 gennaio 1942): il 26º Reggimento Cavalleria americano effettuò  una carica a cavallo contro posizioni giapponesi con i cavalieri armati di pistola. Si tratta dell'ultima carica a cavallo di truppe degli Stati Uniti in battaglia.
- Carica di Izbušenskij (24 agosto 1942): una delle ultime cariche nella storia della cavalleria, eseguita dal 3º Reggimento "Savoia Cavalleria" contro l'812º Rgt. siberiano sul fronte russo.
- Carica di Jagodnj (22 agosto 1942): effettuata dal 5º Reggimento "Lancieri di Novara" sul fronte russo, sul Don.
- Carica di Poloj (17 ottobre 1942): la penultima carica di cavalleria della storia, effettuata dal 14º Reggimento "Cavalleggeri di Alessandria" contro i partigiani comunisti in Jugoslavia.